# أحمد محمديان
أحمد محمديان (بالفارسية: احمد محمدیان) هو لاعب كرة قدم إيراني. حضر احمد محمديان خلال مسيرته الرياضية في عدة فرق ومنها فريق شاداري ياسوج لكرة القدم الإيراني.